# 木村東道
木村 東道（きむら とうどう、1935年11月4日 - 2007年7月8日）は、書家。木村卜堂の長男として東京都荒川区に生まれる。本名は繁男、東道は号。

## 主な業績
- 清風会を設立
- 月刊書道専門指導書『清風』を発行
- 清風書道展を主宰
- 清風書道教室を埼玉県、東京都を中心に開設
- 書体「新古隷」を著書『新古隷の書法』にて確立
- 臨書連続1万日を1980年1月1日から2007年5月18日までの27年間に亘り達成

## 年譜
- 1965年　新興書道展にて特選
- 1966年　清風会を設立
- 1967年　新興書道展にて特別賞嵯峨賞を受賞
- 1967年　毎日書道展にて毎日賞を受賞
- 1968年　毎日書道展にて毎日賞を2年連続受賞
- 1968年　新興書道展審査員となる
- 1969年　毎日書道展漢字部委嘱作家となる
- 1974年　新興書道展にて最高賞（団伊能賞）を受賞
- 1975年　社団法人 日本書作家協会会長となる
- 1975年　新興書道展会長となる
- 1991年　東京銀座にて木村東道書作展を開く
- 2008年　1月4日 - 1月7日、八木橋百貨店カトレアホールにて遺墨展を開く

## 主な役歴
- 社団法人 日本書作家協会会長
- 新興書道展会長
- 清風会会長
- 毎日書道展漢字部審査会員